# Stejărel (okręg Hunedoara)
Stejărel – wieś w Rumunii, w okręgu Hunedoara, w gminie Luncoiu de Jos. W 2011 roku liczyła 262 mieszkańców.